# Videojoc en línia
Els videojocs en línia (o també jocs online) són aquells videojocs jugats via Internet independentment de la plataforma. Pot tractar-se de joc multijugadors (jugant contra altres persones) o jocs web que es descarreguen i es juguen al navegador. La importància d'aquests jocs ha augmentat proporcionalment amb les noves tecnologies i el desenvolupament de la Internet.

## Història
Els jocs en línia començaren a la dècada dels 80, amb els MUDs, jocs molt simples multijugadors, que normalment es jugaven en un BBS usant un mòdem. Aquests jocs estaven basats en la fantasia, usant les normes dels jocs de rol com Dungeons & Dragons. Altres estils de joc, emperò, com els escacs o l'Scrabble, a més d'altres jocs de taula estaven també disponibles. Com que les connexions eren lentes i cares es va estendre el joc per correu.
A partir d'abril de 2018 hi hagué als poders legislatius dels Estats Units i a la justícia de Bèlgica una preocupació per les caixes d'espolis que s'han de pagar per a obrir-les i que aparega un objecte aleatori, sent aquestes considerades com a elements de juguesca.

## Tipus de jocs en línia

### Jocs d'acció en primera persona
Durant la dècada dels 90, els jocs en línia començaren a moure's amb una gran varietat de protocols LAN (com l'IPX) i en la Internet usant el protocol TCP/IP. Doom popularitzà el deathmatch, on els jugadors es mataven entre ells virtualment com una nova forma de jugar online. Des de llavors, molts de jocs d'acció en primera persona han inclòs un apartat online com el Call of Duty.

### Jocs d'estratègia en temps real
Els primers jocs d'estratègia en temps real ja permetien joc en línia mitjançant un mòdem o una xarxa local. Amb el creixement a la dècada dels 90 de la Internet, el seu programari fou desenvolupat per permetre als jugador jugar en línia via LAN. A finals dels 90, quasi tots els RTS tenien l'opció de poder jugar online contra un altre jugador que es desitgés.

### Jocs de navegador
Els jocs de navegador o jocs web s'originaren gràcies al desenvolupament dels navegador i de la web. Simples jocs online d'un jugador podien ésser fets fàcilment amb la tecnologia HTML (com JavaScript, ASP, PHP, i MySQL). Els jocs més complicats es connecten a un servidor web,per permetre joc multijugador en línia.
Els desenvolupament d'una tecnologia de base gràfica com el Java o el Flash permeteren als jocs web ésser més complexos. Aquests jocs, coneguts com a jocs flash, es feren cada pic més populars. Molts de jocs antics com el Pac-man foren recreats amb les noves tecnologies per poder ésser usats amb els plugins del Flash. Els jocs web tenen limitacions alhora de jugar partides multijugadors, pel que solen tenir una taulell amb les puntuacions més altes.
Els jocs web de mascotes són molt populars entre les persones més petites. Aquests jocs s'estenen des de jocs gegants per milions d'usuaris com Neopets fins a petits i més simples jocs.
Els jocs web més recents han incorporat la tecnologia Ajax per tal de complicar les possibles interaccions entre jugadors online.

### Massive Multiplayer Online Game
Els Massive Multiplayer Online Games (Jocs en línia multijugador massius) varen ésser possibles amb l'augment de les velocitats de la Internet als països desenvolupats, així s'aconseguí que milers de jugadors poguessin jugar alhora al mateix joc. Hi ha una gran varietat de jocs d'aquests tipus:
- MMORPG (Massively multiplayer online role-playing game)
- MMORTS (Massively multiplayer online real-time strategy)
- MMOFPS (Massively multiplayer online first-person shooter)

### Jocs en mòbils
El 2001, les principals companyies mòbils anunciaren el Fòrum d'Interoperabilitat de Jocs Mòbils (MGI) que treballa per a definir una especificació d'interoperabilitat de jocs mòbils per als servidors basats en xarxes. Això permetria que els desenvolupadors de jocs produeixin jocs mòbils que puguin distribuir-se a través de diferents servidors de jocs i xarxes sense fils i puguin ser executats en diferents dispositius mòbils.
Amb aquest fòrum, els membres fundadors es van comprometre conjuntament amb la indústria dels jocs mòbils, per a definir les API que permetran als desenvolupadors produir jocs mòbils en les xarxes sense fil en un model client-servidor. L'objectiu era crear un estàndard mundial.

## Indústria dels jocs en línia
La creixent popularitat del Java i del Flash conduïren a una revolució a Internet on els jocs web podien utilitzar vídeo, àudio i moltes altres aplicacions d'interactivitat. Quan Microsoft començà a incloure el Flash com un component preinstal·lat d'Internet Explorer. Aquesta revolució preparà el terreny perquè jocs web oferiren jocs en línia als usuaris. Molt de jocs com World of Warcraft, Final Fantasy XI, Lineage II o Ragnarok Online fan pagar una petita quantitat per mes per tal de poder-hi jugar. Altres però com RuneScape o Gunz deixen jugar de franc als usuaris però pagant es pot aconseguir millores substancials. També s'hi inclou publicitat als jocs en línia per tal d'aconseguir més rendibilitat.
A països del sud-est asiàtic com pot ser Xina o Vietnam, hi ha casos de persones que són llogades per tal d'aconseguir objectes molt valuosos en els jocs en línia, per després vendre'ls a preu real per Internet a altres jugadors que no tenen suficient temps per poder aconseguir-los.